# Ar Redadeg
Ar Redadeg (en bretón, La carrera) es un colectivo que organiza una carrera homónima reivindicativa por toda Bretaña, con el objetivo de recoger fondos en favor de la lengua bretona. La primera edición de la carrera, en el año 2008, recorrió 600 kilómetros desde el 30 de abril hasta el 3 de mayo, desde Naoned (Nantes) hasta Karaez (Carhaix), pasando por los cinco departamentos bretones.
La carrera no tiene carácter competitivo, sino que quiere promover la revitalización de la lengua bretona: Los participantes (tomando el modelo de la Korrika) pagan 100 euros por el derecho a llevar un testigo durante 1 kilómetro. Este testigo lleva en su interior un mensaje que no se lee hasta llegar a Karaez, donde coincide con la celebración del trigésimo aniversario de las escuelas Diwan.